# Vieux Séminaire de Saint-Sulpice

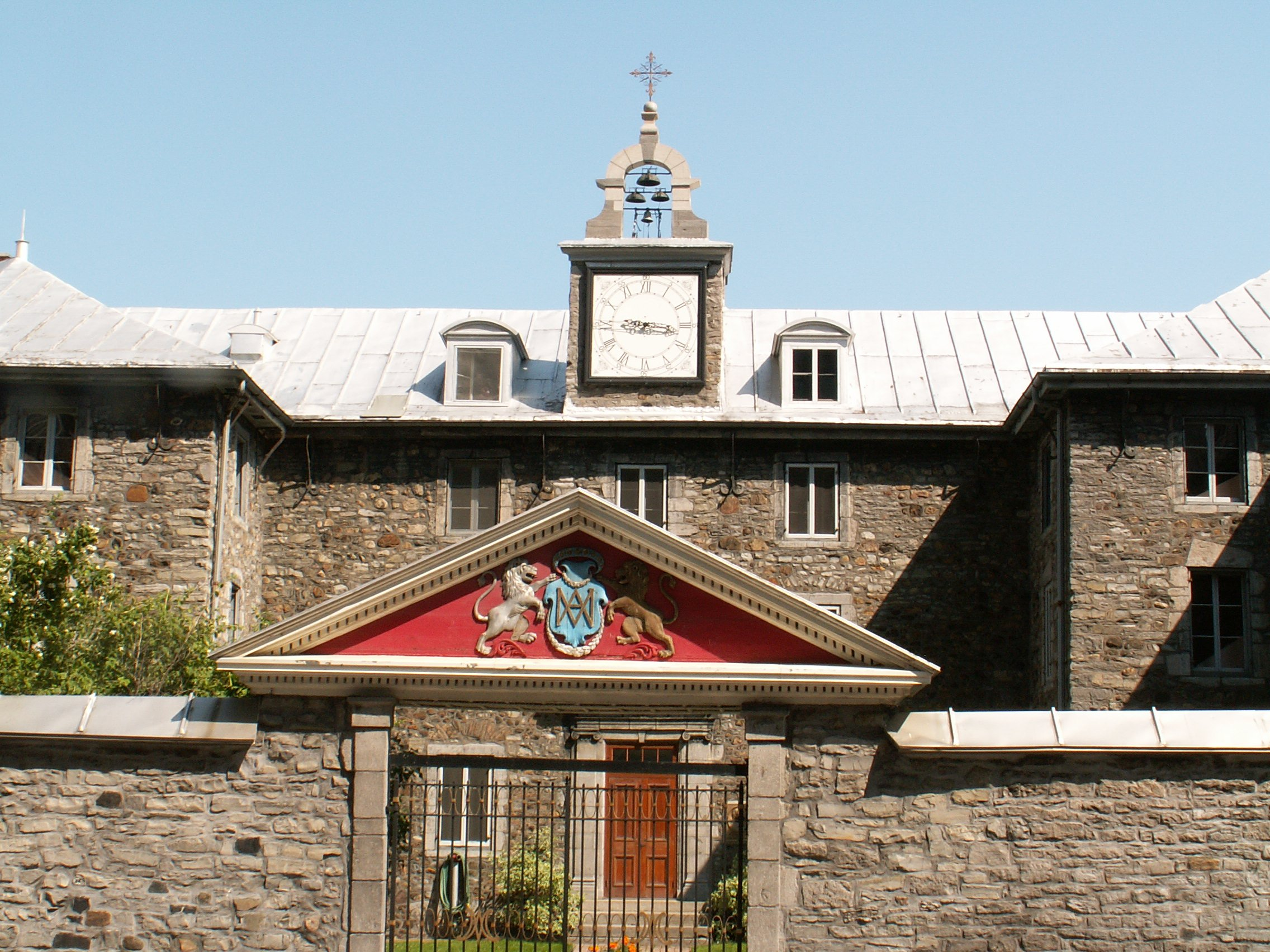
Das Seminar von der Rue Notre-Dame aus gesehen

Das Vieux Séminaire de Saint-Sulpice (Altes Seminar von St. Sulpicius) ist ein historisches Gebäude in Montreal. Es befindet sich in der Altstadt (Vieux-Montréal) an der Rue Notre-Dame Ouest, neben der Basilika Notre-Dame de Montréal und gegenüber dem Place d’Armes. Das Seminar des Sulpizianerordens wurde zwischen 1684 und 1687 erbaut und ist somit das älteste erhalten gebliebene Gebäude der Stadt. Es steht unter Denkmalschutz und ist seit 1980 ein National Historic Site.

## Geschichte

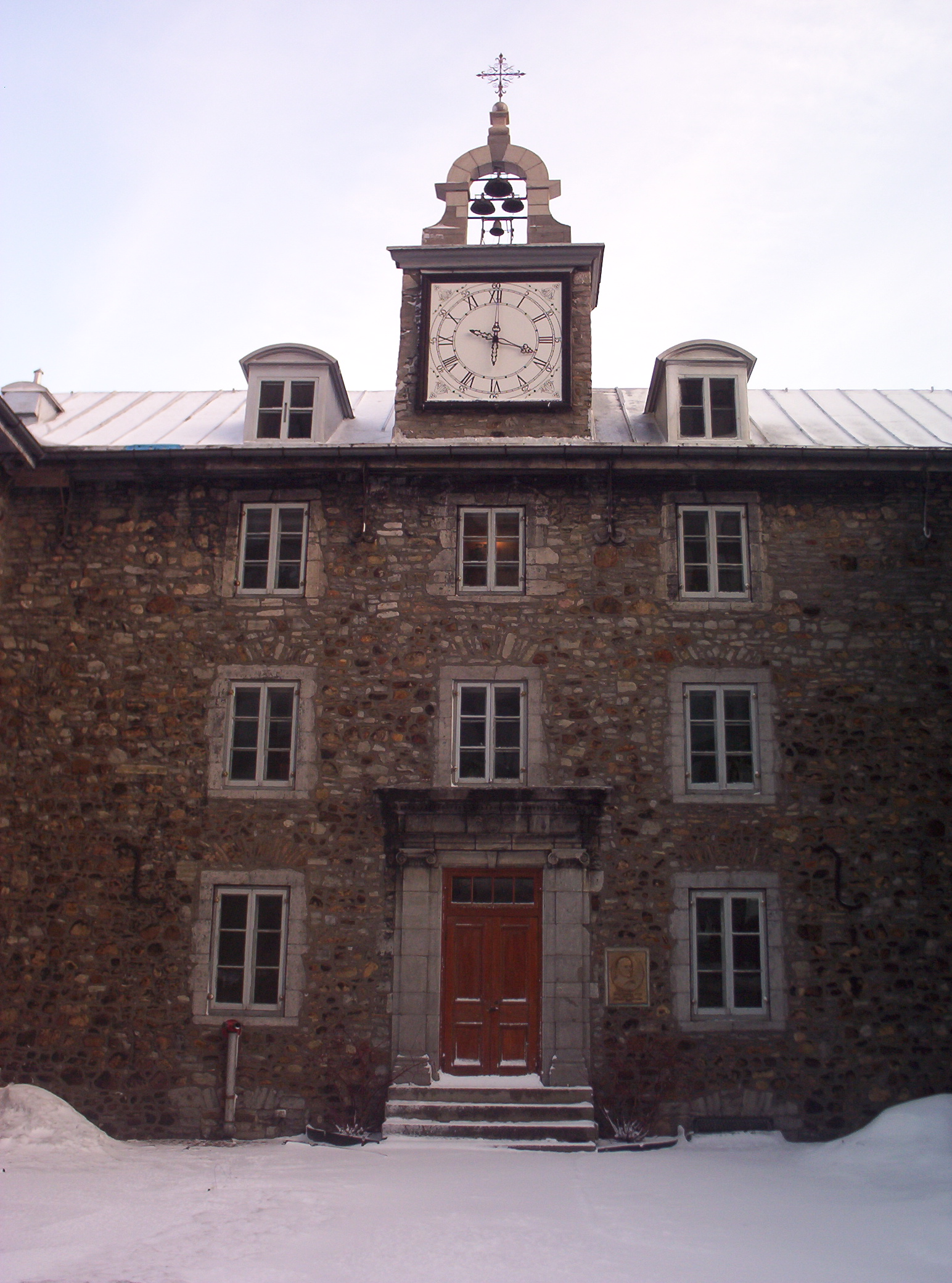
Das Seminar im Winter

Die Sulpizianer waren in Montreal ab 1657 tätig und erbauten an der Rue Saint-Paul ein erstes Seminar, um darin Priester auszubilden. Ein Vierteljahrhundert später beschlossen sie, neben die neue Pfarrkirche Notre-Dame zu ziehen. Nach Plänen von François Dollier de Casson, dem örtlichen Vorsteher des Ordens, entstand zwischen 1684 und 1687 ein neues Seminar. In den Jahren 1704 und 1713 wurden zwei Flügel angebaut. 1740 kam ein Portal hinzu, Ende des 18. Jahrhunderts eine Mauer, die den Hof von der Straße trennt.
1840 endete die Grundherrschaft der Sulpizianer über die Île de Montréal. Als Entschädigung übertrug Bischof Ignace Bourget ihnen die gesamte Priesterausbildung des Bistums. Ein bedeutender Teil davon wurde an das neu gegründete Grand Séminaire de Montréal ausgelagert. Das Alte Seminar sollte vollständig abgerissen werden und einem Neubau weichen. Nachdem zwischen 1848 und 1852 der Ostflügel neu erbaut worden war, änderte der Orden im Jahr 1854 seine Meinung und beschloss, den Rest im ursprünglichen Zustand zu erhalten. 1907/08 kam an der Rückseite ein Anbau hinzu.

## Bauwerk
Das dreistöckige Gebäude besitzt zahlreiche Merkmale der französischen Kolonialarchitektur in Neufrankreich. Das Mauerwerk setzt sich aus grauem Kalkstein und grob behauenen Feldsteinen zusammen. Ein Portal aus geschliffenen Steinen sowie eine markante Uhr mit aufgesetztem Glockentürmchen bilden die zentrale Achse. Die Uhr stammt aus dem Jahr 1701 und ist somit die älteste Nordamerikas, die noch in Betrieb ist. Das Zifferblatt wurde in Paris gefertigt und vor Ort von den Nonnen der Congrégation de Notre-Dame de Montréal vergoldet. Das Portal enthält in seinem Giebelfeld ein Wappen des Ordens mit dem Monogramm AM (Auspice Maria). Im 17. Jahrhundert legten die Sulpizianer hinter dem Seminar einen barocken Garten an, der bis heute gepflegt wird und zu den ältesten des Landes gehört.